# Rožno
Rožno este o localitate din comuna Krško, Slovenia, cu o populație de 224 de locuitori.